# Fuente de lava

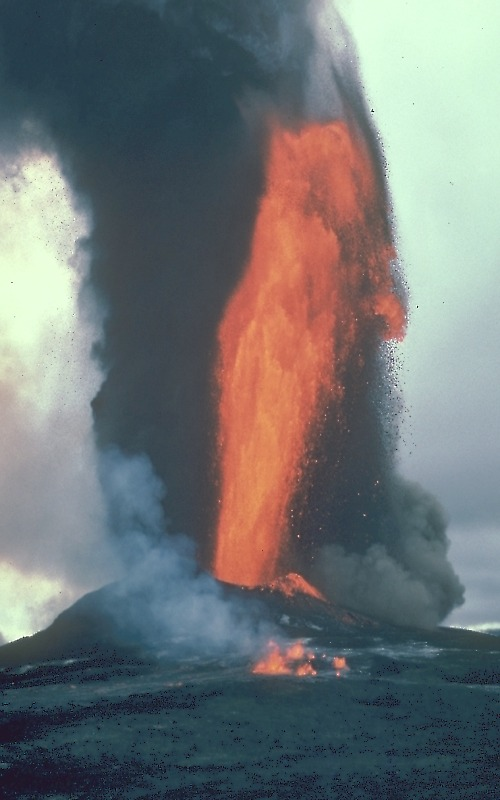
Chorro de lava de 450 m de altura en el volcán Kilauea, Hawái.

Una fuente de lava es un fenómeno volcánico en el cual la lava es forzada a salir eyectada desde un cráter, o una boca de salida, o una fisura volcánica; pero sin que llegue a producirse una erupción explosiva.
Las fuentes de lava pueden alcanzar alturas de hasta 500 metros, y suelen producirse en series de corta duración, o a veces a modo de chorros continuos de lava. Por lo general suelen darse en las erupciones de tipo estromboliano y hawaino.
|                                                                                             |
| Fuente en forma de plumero en la parte superior de la cima del volcán de Pacaya, Guatemala. |

|                                                                           |
| Fuente de lava de flujo continuo, de unos 10 m, en Pu‘u Kahaualea, Hawái. |

|                                                                                       |
| Fuente de lava en forma de domo, de unos 20 m de altura, en Mauna Ulu en 1969, Hawái. |